# 昆士蘭麥鱈鱸
昆士蘭麥鱈鱸為輻鰭魚綱鱸形目鱸亞目真鱸科的一種，為亞熱帶淡水魚，分布於澳洲昆士蘭瑪麗河流域，棲息在底中層水域，生活習性不明。